# Alessandra Filardy
Alessandra Filardy é uma bióloga e imunologista brasileira. É professora da Universidade Federal do Rio de Janeiro (UFRJ) e chefe do Laboratório de Imunologia Celular desta universidade. Recebeu o prêmio "Nature Awards for Mentoring in Science" em 2021 pela sua atuação de mentoria científica.

## Carreira acadêmica
Alessandra afirma que o interesse pela microbiologia e pela imunologia surgiu ainda no ensino médio, inspirada por uma professora. Conversando com essa professora, optou pela graduação em Ciências Biológicas, para uma formação ampla, para depois se especializar. Assim, fez a graduação na UERJ, confirmou seu interesse pela área, e após a formatura continuou na mesma instituição, fazendo seu mestrado em Microbiologia. Em 2005, ingressou no doutorado em imunologia na UFRJ, concluído em 2010.
Entre 2010 e 2016 fez pós-doutoramentos na UFRJ e no National Institutes of Health nos EUA. Então, foi aprovada no concurso para professora do Instituto de Microbiologia Paulo de Góes da Universidade Federal do Rio de Janeiro (IMPG/UFRJ), onde trabalha.
Em 2018 recebeu o Prêmio Pesquisador, concedido em pela Sociedade Brasileira de Imunologia em parceria com a BD Biosciences. A premiação é dedicada a cientistas que promovem o avanço da ciência pelo uso da técnica de Citometria de Fluxo com Múltipla Marcação. O trabalho de Alessandra envolvia a regulação fenotípica de fagócitos na mucosa pulmonar.
Foi premiada com a bolsa "Jovem Cientista do Nosso Estado" da FAPERJ em 2019, que contemplou dezenas de pesquisadores com recursos para continuidade de sua pesquisa.
Se tornou chefe do Laboratório de Imunologia Celular do IMPG/UFRJ em 2020. Sua linha de pesquisa é de Regulação das Respostas Imunes Celulares, com ênfase em mucosas, buscando compreender o efeito da fagocitose das células apoptóticas no sistema imunológico das mucosas pulmonares.
Recebeu o prêmio "Nature Awards for Mentoring in Science 2021 – Brazil", por sua atuação como mentora de jovens cientistas. A cada ano, a revista Nature concede o prêmio para cientistas de um país diferente. Alessandra orienta estudantes dos programas de pós-graduação em Microbiologia e em Imunologia e Inflamação, e foi indicada para o prêmio pelos próprios estudantes.
Também foi agraciada com o prêmio da Society for Mucosal Immunology (2021-2023), para receber aconselhamentos de carreira do Daniel Mucida da The Rockefeller University.
Em diferentes ocasiões, Alessandra falou sobre a importância de políticas públicas que promovam a inclusão de mulheres na ciência, como licença-maternidade remunerada para estudantes de pós-graduação, bolsa-creche para essas estudantes, a avaliação justa da produtividade com fatores de correção, representatividade feminina em debates e eventos científicos.